# 秋本優奈
秋本 優奈（あきもと ゆうな、1979年11月24日 - ）は、日本の元AV女優。
東京都出身。血液型：O型、身長：155cm、スリーサイズ：B84cm(D-65)・W59cm・H87cm。趣味は音楽鑑賞。秋本優菜、秋本ゆうな、秋元優奈名義でも作品を出している。

## 略歴
- 1999年 - 『プロローグ』でAVデビュー。
- 2003年 - 引退。

## 作品

### アダルトビデオ
- プロローグ（1999年3月30日、マックス・エー）
- 熱愛エモーション（1999年4月23日、マックス・エー）
- ここでキスして。（1999年5月21日、マックス・エー）
- 制服パラダイス（1999年6月18日、マックス・エー）
- AVアイドル解体新書（1999年7月16日、マックス・エー）
- DAISUKI（1999年8月12日、クリスタル映像）
- 真夏の果実（1999年9月9日、クリスタル映像）
- 情景〜あこがれ〜（1999年10月14日、クリスタル映像）
- コスプレしようよ（1999年11月13日、クリスタル映像）
- 放課後美少女かたろぐ16DX（2000年1月26日、アイデアポケット）
- 就職戦線伊集院亜利（2000年12月1日、MOODYZ）
- Virtual Lover（2001年1月1日、MOODYZ）
- デリファク（2001年2月1日、MOODYZ）
- ヴァーチャル彼女体感ビデオ（2001年3月20日、SODクリエイト）
- 徹底攻略 秋本優奈（2001年8月10日、ワンズファクトリー）
- 「痴」女優 13（2001年9月19日、ワープエンタテインメント）
- 淫欲多重人格（2001年6月6日、アタッカーズ）
- 女子校生監禁凌辱 鬼畜輪姦3（2001年10月3日、アタッカーズ）
- AV虎の穴（2001年10月5日、ワンズファクトリー）
- 艶（2001年10月5日、グローリークエスト）
- Happy Date どこでもエッチ（2001年10月5日、ワンズファクトリー）
- 早熟痴女（2001年11月9日、グローリークエスト）
- 秋本優奈の箱（2001年12月5日、ゾーンワークス）
- Angel コスプレ 秋本優奈（2001年12月28日、GLAY'z）
- サプライズ（2002年2月20日、ワープエンタテインメント）
- 変身るわよ（2002年2月28日、ワンズファクトリー）
- 秋本優奈の生理でファック（2002年4月15日、素人倶楽部）
- SPECIAL DELIVERY SERVICE 秋本優奈（2002年4月22日、オブテイン・フューチャー）
- BUSTY[巨乳] 秋本優奈（2002年4月30日、オブテイン・フューチャー）
- PAJAMAS de KISS ME 11（2002年5月13日、オブテイン・フューチャー）
- 秋本優奈の手コキ・淫語・痴女（2002年6月7日、SODクリエイト）
- ファミレスパーティー（2002年6月28日、TMA）
- ドリームシャワー 33（2002年7月5日、ワープエンタテインメント）
- 高級ホステス 蛇縛の艶辱調教（2002年7月8日、アタッカーズ）
- 超◆美少女接吻（2002年8月4日、忠実堂）
- LOVEタイプ（2002年10月25日、VIP）オムニバス作品
- 聖露出VOL.8（2002年11月4日、ナチュラルハイ）
- レズ解禁VOL.2（2002年11月4日、忠実堂）
- レズ病棟6（2002年12月6日、ディープス）
- アナタのオナニーたすけてアゲル・06（2002年12月6日、ワープエンタテインメント）
- 白衣凌辱 淫獣病院（2002年12月8日、アタッカーズ）
- 濃縮 秋本優奈（2002年12月13日、オブテイン・フューチャー）
- ブルーファイル 秋本優奈（2002年12月20日、マックス・エー）
- THE BUST FUCK 5人の見事な巨乳が揺れる!!（2003年2月28日、オブテイン・フューチャー）オムニバス作品
- クイズレイプショック3（2003年3月6日、ディープス）
- コスプレクリニック（2003年4月9日、TMA）
- 遊郭秘姦伝 花魁道中 前編（2003年6月5日、アイエナジー）
- レズキスロマンスDX（2003年6月15日、MOODYZ）
- 遊郭秘潤外伝 遊郭秘潤外伝 花魁道中 後編（2003年7月5日、アイエナジー）
- 濃縮 秋本優奈2（2003年10月17日、オブテイン・フューチャー）
- 破廉恥X 性処理玩具3人のザーメン処理嬢（2003年12月12日、隼エージェンシー）
- やっぱ! 中出しでしょ 11人の中出し姫（2004年8月12日、隼エージェンシー）オムニバス作品
- 女だらけのLOVEレズKISS（2004年11月15日、MOODYZ）共演:松坂樹梨、臼井利奈 オムニバス作品

以下、発売日不明
- 激射13（アウダースジャパン）
- NON STOP 秋本優奈（TMA）
- VIRTUAL ONANIE 秋本優奈（未来・フューチャー）
- 視線「痴女」 秋本優奈（未来・フューチャー）
- ワイセツ女優 秋本優奈（ジャネス）
- インモラル天使46（シネマジック）
- 淫乳女犯 秋本優奈（Tコンテンツ）
- C-Sensual（MOODYZ）

他多数出演。